# Hram boga Mitre u Jajcu
Hram boga Mitre je starovjekovni hram u Jajcu. Starorimska je mitraistička građevina. 
Leži ispod starog grada s njegove jugozapadne strane, a orijentiran je zapad-istok. Nalazi se na vlažnom području poznatom kao lokalitet Bare oko 200 m jugozapadno od srednjovjekovnog grada na lijevoj obali Plive. Prvi njegov istraživač bio je Dimitrije Sergejevski.Najstariji je spomenik u Jajcu i među najstarijima u BiH potječe iz IV. st. To je staro indo-iransko božanstvo Sunca i svjetlosti, čiji su kult iz Male Azije donijeli rimski vojnici. Spomenik je otkriven 1931. godine u blizini sadašnjeg hotela „Tuirst 98“ i veoma dobro je očuvan. 

## Povijesni podatci
Antički kult nepobjedivog boga Mitrasa širili su vojnici, robovi i trgovci podrijetlom s Orijenta ili vojnici koji su na istoku došli u dodir s pristalicama ovog kulta. Kao vjera koja je obećavala višu socijalnu pravdu i zagrobni život privlačila je niže slojeve društva i ozbiljno ometala širenje kršćanstva. 
Kult je raširen po svim provincijama Rimskog Carstva ukljućujući i provinciju Dalmaciju u čijim je granicama bio i najveći dio današnje Bosne. Ostaci Mitreuma u Jajcu su pronađeni prilikom izgradnje privatnog objekta. Zemljište je otkupilo društvo za čuvanje starina u Jajcu i pod nadzorom F. Stajnera, zaštitilo je lokalitet. Prvo je podignuta drvena ograda, a ubrzo je sagrađen zaštitni kameni objekt koji je do danas sačuvan. Pripadnici mitraizma nastojali su smjestiti svoja kultna mjesta po mogućnosti u pećinama a u pomankanju takvih mjesta izgrađivali su male jednoćelijske hramove – SPELEJE, te ako je teren dopuštao, ukopavali u zemlju da bi pojačali dojam pećine. 

## Kult - spomenik
Mitreum je nepravilni četverokutnik dimenzija 7x4,5 m. Na prirodnoj stjeni zapadnog zida urezana je reljefom glavna kultna ikona koja prikazuje završnu scenu tauroktonije – žrtvovanje bika. Ikona je urezana u jednoj plitkoj niši, a visina joj je 1,68 m. Mitras je prikazan na uobičajen način: figura mladića koji naliježe lijevim koljenom na leđa bika koji je oboren na zemlji. Lijevom rukom podiže glavu bika na više, desnom rukom zabada nož u pleća. Rep koji se završava s tri žitna klasa grči se i povija prema gore. Žitno klasje nagovještava vjernicima razlog ovog svetog ubojstva tj. žrtvovanja koje se vrši radi plodnosti zemlje. Mitras na glavi drži frigijsku kapu, obučen je u tuniku, a preko leđa je ogrtač – hlamida. Ovu scenu prati škorpion, zmija koja gmiže cjelom dužinom pored bika, pas koji je prikazan u skoku prema rani i (s lijeve strane) pored Mitrasove hlamide nalazi se gavran. U donjem dijelu lijevo i desno od prostora za vršenje čina TAUROKTONIJE stoji po jedan bakljonoša. Lijevi bakljonoša se zove Kautes i drži buktinju koja je oborena prema dolje, dok desni – Kautopates objema rukama drži podignutu buktinju s plamenom okrenutim prema Mitrasu. Iznad glave bakljonoše uklesane su dvije male trokutaste niše koje su služile za postavljanje žižnjaka – svijeća. Statua Kautesa obrađena je samo s prednje strane. Glava je odbijena, a ukupno je visok 0,55 m. U visini mitirne glave nalaze se još dva božanstva u obliku bista. Ovo su solarna božanstva. Sol je s desne strane Mitrasa i Luna s lijeve strane. Prilikom otkrivanja jajačkog Mitreuma pronađena je skulptura lijevog bakljonoše i pored toga što je prikazano u reljefu. Osim reljefa na prirodnoj stijeni ostala su još i tri žrtvenika. Svaki žrtvenik označavao je jednu društvenu klasu. Najmanji žrtvenik simbolizirao je siromašnu klasu (on je jedini oštećen). Tijekom istraživanja pronađena je i srebrna fibula te 16 novčića. To je jedini primjerak mitričke skulpture u Bosni. Teško je utvrditi točno vrijeme postanka a najvjerojatnije potječe iz IV. st. 